# Edmundova soutěska

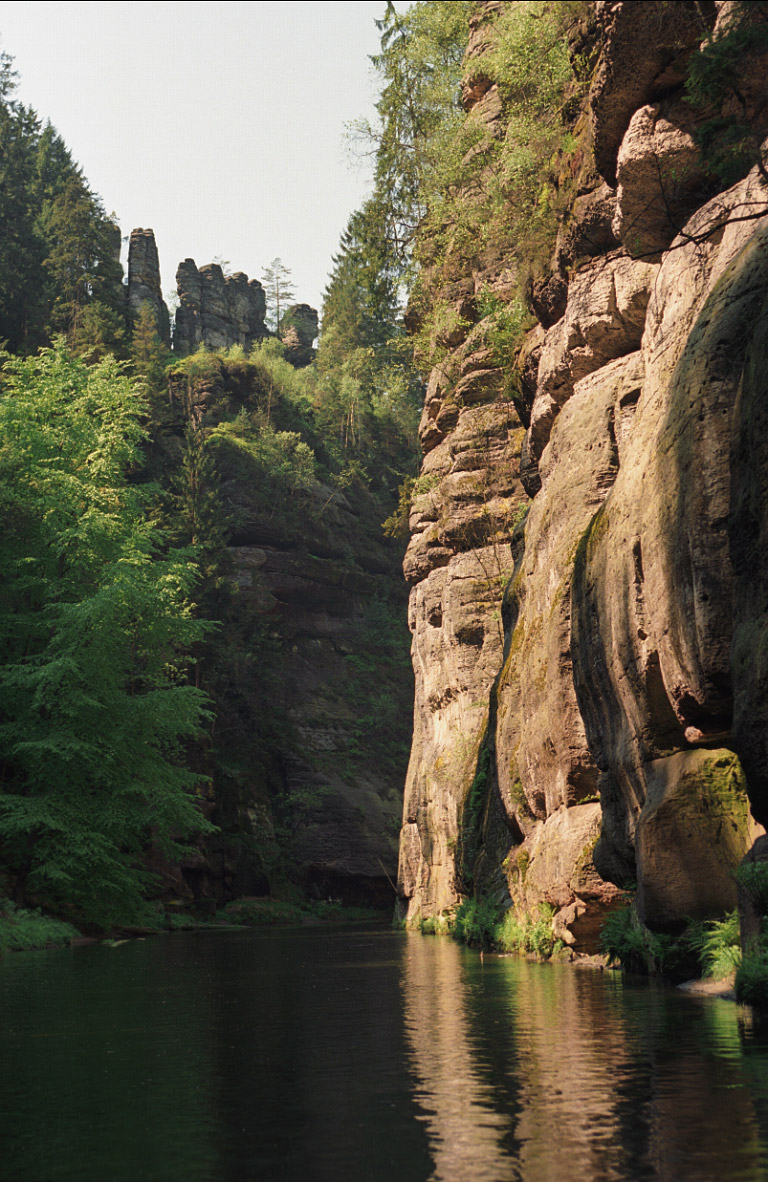
Tichá soutěska – kanion rzeki Kamenice

Edmundova soutěska, również Tichá soutěska lub Dolní soutěska – przełom rzeki rzeki Kamenice w Czechach.

## Położenie
Przełom położony jest w północnych Czechach, na obszarze Parku Narodowego Czeska Szwajcaria (NP České Švýcarsko) na Wyżynie Dieczyńskiej (Děčínská vrchovina), wzdłuż dolnego biegu rzeki Kamenice. Dolny wylot przełomu znajduje się na wschodnim skraju zwartej zabudowy miejscowości Hřensko w powiecie Děčín.
Jest to charakterystyczna naturalna formacja skalna w Szwajcarii Czeskiej o długości około 960 m i prawie pionowych ścianach o wysokości od 50 do 150 m. Przełom stanowi głęboka dolina rzeczna wyżłobiona erozyjną działalnością rzeki w warstwach mezozoicznych piaskowców środkowego turonu. Dno doliny pokrywa gruz i większe bloki kamienne obrywające się ze skalnych ścian, a wzdłuż wodnego biegu rzeki lokalnie układają się piaszczyste osady aluwialne. Powyżej, w kierunku górnego biegu rzeki, znajduje się Divoká soutěska. Pomiędzy cieśninami Edmundova soutěska i Divoká soutěska wzdłuż rzeki, nad którą wznoszą się olbrzymie ściany i wieże z piaskowca, prowadzi droga. Przełom rzeki Kamenice stanowi jedną z głównych atrakcji turystycznych Czeskiej Szwajcarii.

## Roślinność
Rzeźba wąwozu stwarza specyficzne warunki klimatyczne. Do głębokiego wąwozu o pionowych ścianach w wyniku inwersji temperatury napływa zimne powietrze. Dzięki temu na dnie wilgotnych i chłodnych dolin na poziomie około 150 m n.p.m. występują gatunki roślin zimnolubnych, a na wyżej położonych skałach wystających ponad las rosną podgórskie i górskie rośliny ciepłolubne. Występują tu fiołek dwukwiatowy, liczydło górskie, bażyna czarna, widłak wroniec, podrzeń żebrowiec oraz wiele gatunków paproci, mchów i porostów. W wyniku różnicy temperatury i wilgotności między dolinami w kanionach a powierzchniami położonymi wyżej dolin wystąpił podział drzewostanu i roślinności. W wyższych suchych i cieplejszych partiach występuje drzewostan sosny zwyczajnej z domieszką brzozy, jarzębu. W wilgotnych i chłodniejszych dolinach występują drzewa zimnolubne świerk, buk, klon i jawor. Resztki pierwotnego drzewostanu zachowały się na niedostępnych skałach.

## Historia
Edmundova soutěska pierwotnie była niedostępna. Pierwszego przepłynięcia Kamenicy wąwozem, na odcinku od Dolskiego mlýna do Hřenska bez przesiadki w ramach zakładu dokonano na trzech tratwach o długości 4 m w 1877 roku. Wyczyn ten zrodził pomysł wykorzystania łodzi do zwiedzania niedostępnych miejsc wzdłuż przełomu. Z końcem XIX wieku z inicjatywy księcia Edmunda Clary-Aldringena i Hreńskiego Towarzystwa Górskiego Szwajcarii Czeskiej rozpoczęto budowę kładek i przejść tunelowych w skałach oraz jazów, które umożliwiły drożność niedostępnych odcinków wąwozu na długości około 500 m. Pomiędzy cieśninami Edmundova soutěska i Divoká soutěska 200 robotników pod nadzorem włoskich rzemieślników zbudowało drogę dla turystów. Uroczyste otwarcie przejazdu wraz z otwarciem restauracji odbyło się 4 kwietnia 1890 roku. Przewóz turystów odbywał się czterema łodziami pychówkami sterowanymi i pchanymi żerdziami przez przewoźników w marynarskich strojach. W latach 20. XX wieku wąwóz obsługiwało 14 łódek, a oba wąwozy rocznie odwiedzało około 160 tys. turystów. Po 1945 roku wysiedlono tubylczą ludność, a rejon wąwozu opustoszał i powoli popadał w ruinę. W 1964 roku trasę zrekonstruowano.
Nazwę wąwozu Edmundova soutěska nadano na cześć księcia Edmunda Clary-Aldringena, który przyczynił się do udostępnienia przełomu rzeki.

## Turystyka
Wzdłuż przełomu prowadzi szlak turystyczny
- – żółty, prowadzący z Hřenska do przełomu Divoká soutěska, odcinki niedrożne można przepłynąć na pychówkach z przewodnikiem.